# Успение Богородично (Сланотрън)
Вижте пояснителната страница за други значения на Успение Богородично.
Вижте пояснителната страница за други значения на Успение Богородично.
Успение на Пресвета Богородица е православна църква в село Сланотрън, на 500 m от река Дунав и на 15 – 16 km северозападно от град Видин.

## История
До към първата четвърт на XIX век в село Сланотрън не е имало черква. По разкази на старото население на селото, сланотрънчани ходели да се черкуват в съседното село Кошава. В един момент, връщайки се от службата в Кошава, селяните взели решение да изградят своя черква. Определено било мястото на храма да е там, където днес са големите железни врати на черковния двор. Сегашният черковен двор бил гробище, където до към 1900 година хората от селото погребвали своите починали близки.
На новопострената малка паянтова черква дали същото име, както и на сегашната – „Успение на Пресвета Богородица“. Но за да върви работата по изграждането на черквата, а по-късно да се води службата в нея, е бил нужен свещеник. Спрели се на поп Стан Ерейу от село Гомотарци от рода Ай лу капръ („Козарите“). Това станало около 1835 година. Младият поп (роден около 1815 – 20 година) дошъл и заедно с църковното настоятелство събрали помощ както от сланотрънчани, така и от съседните села, за да се построи храма. Освен това, Стан Ерейу, както му казвали, отишъл и в Румъния „ън чершит“, с други съселяни – по просия, да молят да им помогне кой с каквото може, за да построят черквата в Сланотрън. Ходили и в манастира в Мъглавит, румънското село на отсрещния бряг на реката. Докато обикаляли чуждата страна, поради умората и недобрите битови условия, поп Стан заболял. Когато в разстояние на няколко години парите били събрани и построили черквата, Стан Ерейу започнал служба в нея. Болестта му обаче се изострила и той починал малко след като навършил 40 години, около 1855 – 56 г. Оставил попадията Мария (Приотяса, както я наричали съселяните) и двама сина. Днешните наследници на поп Стан, са известни като „Айлу Дину“ (Диновите).
След като починал свещеникът Стан Ерейу, в храма дошъл да служи поп Станко Павлов от село Кутово. Той е роден 1830 година и е служил в храма до и след Освобождението – 1878 година.
Към 1900 година селото се разраснало и малката черква станала тясна. Отново селяните се събрали и заедно с поп Станко Павлов решили да построят по-голям храм, като узаконили това с Протокол от 06.08.1901 г., в подробния списък на който са вписани имената на първите сланотрънски дарители.
С Протокол № 1328 от 25 май 1902 година на Видинска митрополия се дава разрешение за строителството на нова черква. На 16 октомври 1905 г. е положен първият камък на храма от митрополит Кирил Видински.
Времето от 1901 до 1905 година е било необходимо за:
- да се поиска и получи разрешение за строежа;
- да се подсигурят пари – 20 000 лв.;
- да се изсекат и изпекат към 200 000 тухли;
- да се докарат 200 ку6.м. камък от с. Буковец;
- да се докарат 40 000 оки вар;
- да се извадят надгробните плочи от старото гробище и да се приготвят за вграждане в основите на новия храм, както е по църковните закони...

Подписва се договор с майстор Стефан Богоев от Дебърско, Македония, според който църквата трябва да се построи и да се покрие до 31 октомври 1906 г. Камбаната е докарана от Виена от Хаджи Георги Георгиев Гицов от Сланотрън и е настроена в тон „ла“. Преди да се монтира на камбанарията, камбаната била закачена на дърво близо до с. Гомотарци, за да се убедят, че камбанният звън ще може да оповести на всички, намиращи се в землището на селото, за църковните богослужения, радостта и скръбта на сланотрънчани. Камбаната се чула силно, ясно и мелодично, какъвто е звънът ѝ до днес.
На 3 март 1908 г. сланотрънското църковно настоятелство и иконописецът Мелетий Божинов, сключват договор, в който в 32 точки е описано най-подробно къде какви икони да се изпишат, както и да се достави владиков трон и иконостас за миропомазване.
Църквата е изписана от иконописеца, а на храмовия празник през август 1909 г. е осветена.
През годините църквата е играела важна роля в живота на селото.
Пръв свещеник в стария (първия) храм на с. Сланотрън е поп Стан Ерейу от с. Гомотарци – докъм 1855 – 56 г. След него идва поп Станко Павлов от с. Кутово от 1857 до 1917 г., Следват Никола п. Иванов от с. Кутово, Севастиян Йонов от с. Тияновци до 1933 г., Андрей Ив. Попов от с. Гомотарци до 1941 г., поп Велко Каменов Борисов до 1992 г., Ваньо Алексиев от Видин до 1998 г., Венцислав Флоров Илиев родом от с. Сланотрън до 2013 г. и Велизар Петров Пасков родом от с. Сланотрън, от 2013 г. до момента (май 2016 година).